# Blendenreihe (Fotografie)
Blendenreihe ist ein Begriff aus der Fotografie.
Eine Blendenreihe ist eine Folge von Aufnahmen, bei der die Blende stufenweise geöffnet oder geschlossen wird, während die Belichtungszeit gegenläufig verkürzt bzw. verlängert wird, sodass die effektive Belichtung gleich bleibt.
Blendenreihen werden eingesetzt, um Aufnahmen mit unterschiedlicher Schärfentiefe zu erhalten oder um eine Kamera oder ein Objektiv zu testen.